# Romano il legionario
Romano il legionario (« Romain le légionnaire ») est une série de bande dessinée d'aviation de l'Italien Kurt Caesar publiée d'avril 1938 à juin 1943 dans l'hebdomadaire jeunesse Il Vittorioso.
Son personnage principal, l'aviateur Romano, est un Italien qui s'engage dans la Légion espagnole pour aider la Phalange à vaincre les Républicains durant la guerre civile. Après plusieurs histoires de guerre, Romano vit des aventures en divers endroits du monde, de l'Arctique au Tibet en passant par les Andes. Puis, répondant à l'appel du Duce, il reprend le combat, cette fois contre les Alliés et les Communistes, qui représentent dans la série l'incarnation du mal.
Dessinée dans un style très réaliste, Romano il legionario est selon Patrick Gaumer l'une des meilleures bandes dessinées de propagande fasciste, du moins au plan de la qualité graphique.
Quelques épisodes de la série ont été adaptés et traduits en français au tournant des années 1950.